# 사토미촌 (군마현)
사토미촌(일본어: 里見村)은 일본 군마현 우스이군에 설치되었던 촌이다.

## 참고 문헌
- 角川日本地名大辞典編纂委員会, 『角川日本地名大辞典 10 群馬県』1988, 角川書店